# Colletes musculus
Colletes musculus är en biart som beskrevs av Heinrich Friese 1910. Colletes musculus ingår i släktet sidenbin, och familjen korttungebin. Inga underarter finns listade i Catalogue of Life.